# Universitätsklinikum Erlangen

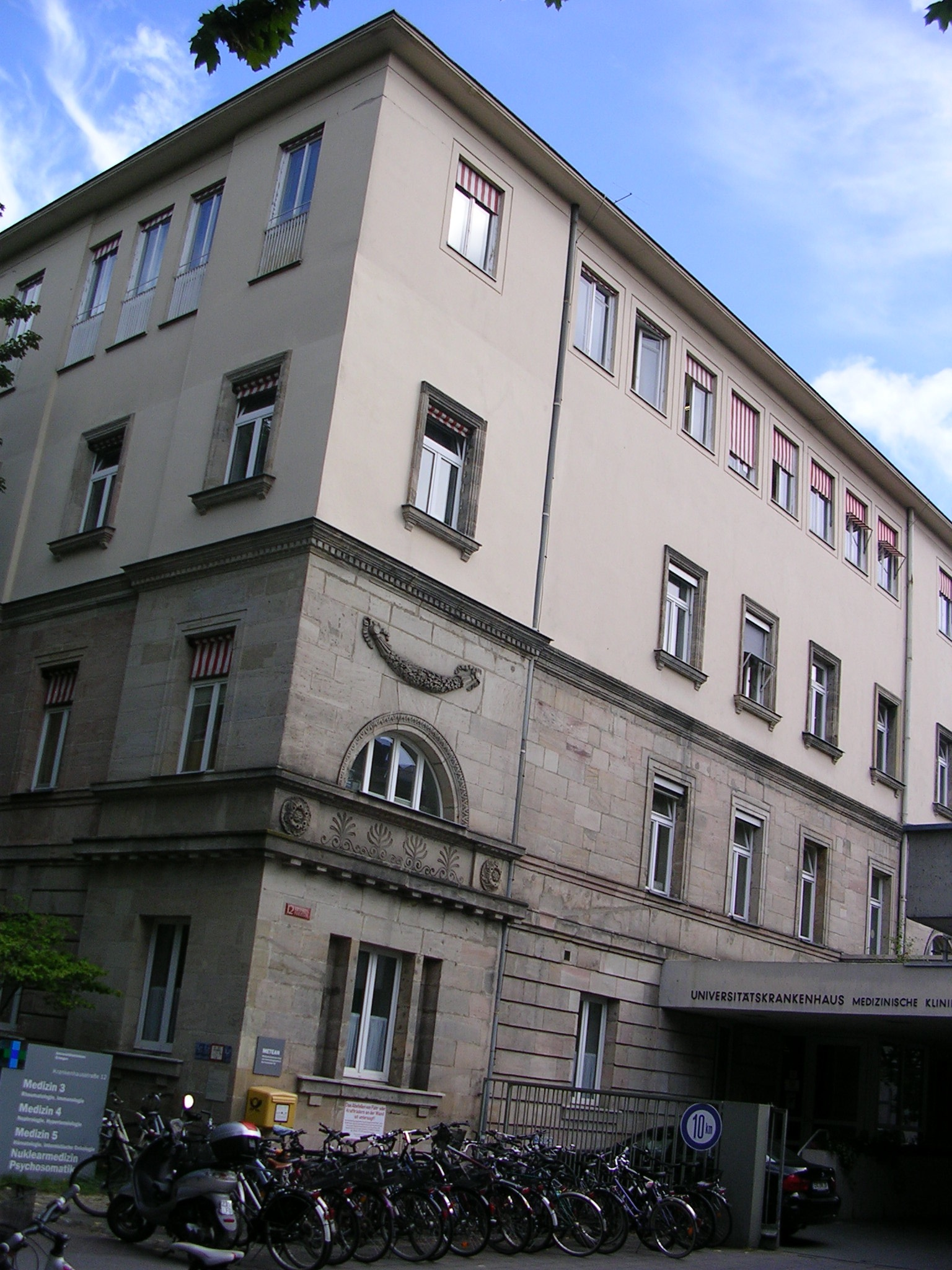
Altbau des Klinikums in der Krankenhausstraße 12

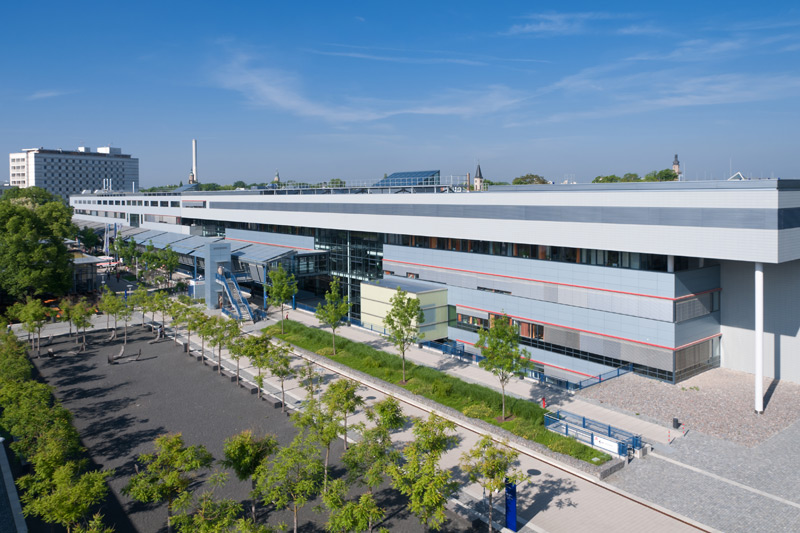
Internistisches Zentrum (INZ)

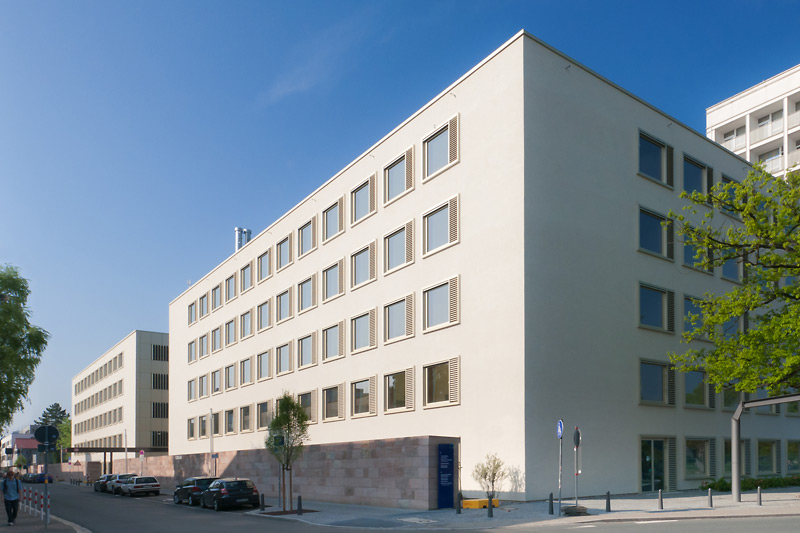
Bettenhaus des Chirurgischen Zentrums

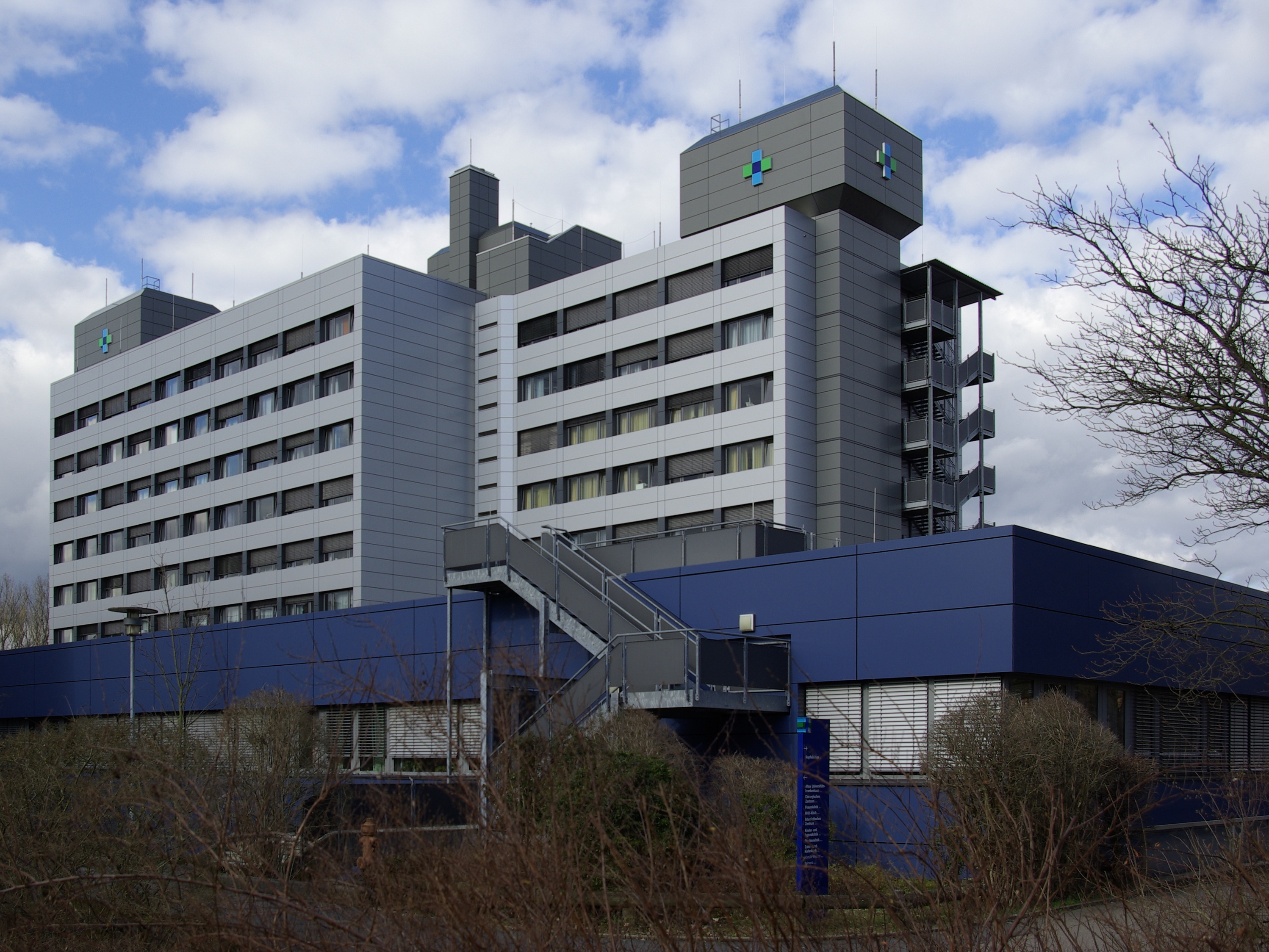
Kopfkliniken

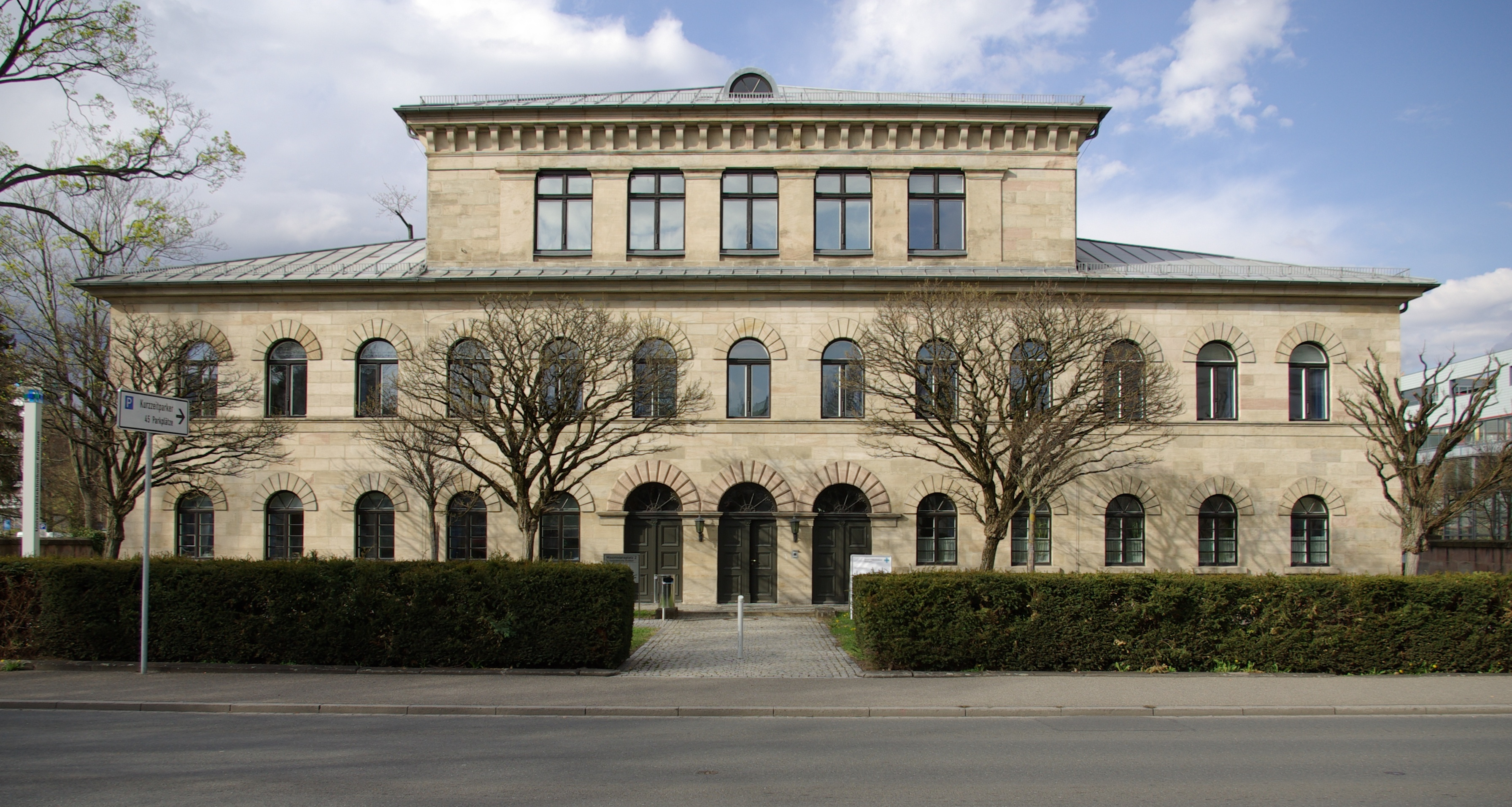
Kaufmännische Direktion am Maximiliansplatz

Das Universitätsklinikum Erlangen ist ein Klinikum der Maximalversorgungsstufe und das Klinikum der medizinischen Fakultät der Friedrich-Alexander-Universität Erlangen-Nürnberg. Es ist neben dem Waldkrankenhaus St. Marien und dem Klinikum am Europakanal eine von drei Kliniken in Erlangen und nimmt mit seinen an die Fachabteilungen angeschlossenen Hochschulambulanzen auch die Aufgaben eines Stadtkrankenhauses wahr.

## Geschichte
Das Universitätsklinikum wurde 1815 gegründet.
Im Januar 1847 führte Johann Ferdinand Heyfelder seine erste Äthernarkose an der Chirurgischen Universitätsklinik durch.
Überregionale Aufmerksamkeit erhielt das Universitätsklinikum Erlangen 1982 mit der Geburt des ersten Retortenbabys Deutschlands sowie zehn Jahre später mit dem Erlanger Baby.

## Gebäude
Die Kliniken, selbstständigen Abteilungen und Institute sind auf mehrere Standorte im Innenstadtbereich verteilt. Die meisten der Klinikgebäude befinden sich um den Erlanger Schlossgarten.

### Aktuelle Neubauten und Planungen
Im Bau befindet sich das geplante Operative Zentrum nach Plänen von Gerkan, Marg und Partner. Im ersten Bauabschnitt wurde bis Mitte 2013 für rund 62,5 Millionen Euro ein Bettenhaus mit 328 Betten an der Östlichen Stadtmauerstraße errichtet.
In einem zweiten Bauabschnitt war von 2013 bis 2020 nach dem Abriss des alten Bettenhauses für rund 176 Millionen Euro die Errichtung eines Funktionstrakts mit 20 Operationssälen, zwei Intensivstationen mit insgesamt 42 Intensivpflegebetten, dem Vollausbau der im Rahmen des Neubaus des Internistischen Zentrums bereits begonnenen zentralen Notaufnahme und einem Hubschrauberlandeplatz geplant. Im Winter 2018 wurde dem zuständigen Ingenieurbüro aufgrund nicht oder nur mangelhaft erbrachter Leistungen gekündigt, was für eine Verzögerung der Fertigstellung bis ca. 2021 und eine Erhöhung der bislang genehmigten Baukosten in Höhe von 200 Millionen Euro um eine unbekannte Summe sorgte.

## Struktur
Das Klinikum wird seit Juni 2006 als Anstalt des öffentlichen Rechts unter der Rechtsaufsicht des bayerischen Staatsministeriums für Wissenschaft und Kunst geführt. Der Aufsichtsrat ist für die Überwachung und Struktur- und Entwicklungsplanung verantwortlich.
Die Leitungsfunktion mit Entscheidungskompetenz wird durch den Klinikumsvorstand wahrgenommen. Dieser wird durch die Klinikumskonferenz, der neben den Klinik- und Institutsdirektoren sowie Leitern der selbstständigen Abteilungen auch Vertreter des Pflegedienstes und Vertreter des nichtwissenschaftlichen Personals angehören, beraten.

### Aufsichtsrat und Klinikumsvorstand
Dem Aufsichtsrat gehören neben dem bayerischen Staatsministerium für Wissenschaft und Kunst als Vorsitzender je ein Vertreter des bayerischen Wissenschafts-, Finanz- und Sozialministeriums sowie der Präsident der Friedrich-Alexander-Universität Erlangen-Nürnberg, ein Mitglied des Fachbeirats der Medizinischen Fakultät, ein externer Wirtschaftsfachmann und ein Leiter einer externen klinischen Einrichtung an.
Im Klinikumsvorstand sind neben dem Ärztlichen Direktor, dem Kaufmännischen Direktor und dem Pflegedirektor auch der Dekan der Medizinischen Fakultät vertreten.

### Kliniken
- Anästhesiologische Klinik
- Augenklinik
- Chirurgische Klinik
- Frauenklinik
- Hals-Nasen-Ohren-Klinik – Kopf- und Halschirurgie
- Hautklinik
- Herzchirurgische Klinik
- Kinder- und Jugendklinik
- Medizinische Klinik 1 – Gastroenterologie, Pneumologie und Endokrinologie
- Medizinische Klinik 2 – Kardiologie und Angiologie
- Medizinische Klinik 3 – Rheumatologie und Immunologie
- Medizinische Klinik 4 – Nephrologie und Hypertensiologie
- Medizinische Klinik 5 – Hämatologie und Internistische Onkologie
- Mund-, Kiefer- und Gesichtschirurgische Klinik
- Neurochirurgische Klinik
- Neurologische Klinik
- Nuklearmedizinische Klinik
- Plastisch- und Handchirurgische Klinik
- Psychiatrische und Psychotherapeutische Klinik
- Unfallchirurgische und Orthopädische Klinik
- Strahlenklinik
- Urologische und Kinderurologische Klinik
- Zahnklinik 1 – Zahnerhaltung und Parodontologie
- Zahnklinik 2 – Zahnärztliche Prothetik
- Zahnklinik 3 – Kieferorthopädie

### Selbstständige Abteilungen
- Experimentell-Therapeutische Abteilung
- Gefäßchirurgische Abteilung
- Immunmodulatorische Abteilung
- Infektionsbiologische Abteilung im Mikrobiologischen Institut
- Kinderchirurgische Abteilung
- Kinderherzchirurgische Abteilung
- Kinderkardiologische Abteilung
- Kinder- und Jugendabteilung für Psychische Gesundheit
- Mikrobiomische Abteilung
- Molekular-Immunologische Abteilung
- Molekular-Neurologische Abteilung
- Molekular-Pneumologische Abteilung
- Nephropathologische Abteilung
- Palliativmedizinische Abteilung
- Psychosomatische und Psychotherapeutische Abteilung
- Stammzellbiologische Abteilung
- Thoraxchirurgische Abteilung
- Transfusionsmedizinische und Hämostaseologische Abteilung

### Institute
- Allgemeinmedizinisches Institut
- Humangenetisches Institut
- Mikrobiologisches Institut – Klinische Mikrobiologie, Immunologie und Hygiene
- Neuropathologisches Institut
- Neuroradiologisches Institut
- Pathologisches Institut
- Radiologisches Institut
- Virologisches Institut – Klinische und Molekulare Virologie

### Interdisziplinäre Zentren
- Adipositaszentrum
- Allergiezentrum
- Analkrebszentrum
- Chronisch-Entzündliche Darmerkrankungen
- Darmkrebszentrum
- Endokrines Malignomzentrum
- Epilepsiezentrum der Neurologischen Klinik
- Erwachsene-mit-angeborenem-Herzfehler-Zentrum
- Familiäres Brust- und Eierstockkrebszentrum
- Gynäkologisches Universitäts-Krebszentrum Franken
- Hämophiliezentrum
- Hautkrebszentrum
- Intensivmedizinisches Zentrum
- Kinderherzzentrum
- Kindernierenzentrum
- Kinderonkologisches Zentrum
- Kinderoperatives Zentrum
- Kinderpalliativzentrum
- Kopf-Hals-Tumorzentrum
- Kontinenz- und Beckenbodenzentrum
- Leberzentrum
- Lippen-, Kiefer-, Gaumenspalten-Zentrum
- Lungenzentrum
- Leukämie- und Lymphomzentrum / Zentrum für hämatologische Neoplasien
- Magenkrebszentrum
- Nephrologisches Kompetenzzentrum Nordbayern
- Neurodermitis-Zentrum
- Neuromuskuläres Zentrum
- Neuroonkologisches Zentrum
- Nierenkrebszentrum
- Onkologisches Zentrum
- Pankreaskrebszentrum
- Post-COVID-Zentrum
- Präventive Medizin der Nieren-, Hochdruck- und Herzerkrankungen
- Prostatakrebszentrum
- Psoriasiszentrum
- Renale-Denervations-Zentrum
- Rheumazentrum
- Sarkomzentrum
- Schädelbasiszentrum
- Schmerzzentrum
- Sozialpädiatrisches Zentrum
- Speiseröhrenkrebszentrum
- Stammzelltransplantationszentrum
- Transplantationszentrum Erlangen-Nürnberg
- Traumazentrum
- Tumorzentrum
- Universitäts-Brustzentrum Franken
- Universitäts-Endometriosezentrum Franken
- Universitäts-Fortpflanzungszentrum Franken
- Universitäts-Perinatalzentrum Franken
- Wirbelsäulenzentrum
- Zentrum für Ektodermale Dysplasien Erlangen
- Zentrum für Periodische Systemische Autoinflammatorische Erkrankungen
- Zentrum für Seltene Bewegungserkrankungen
- Zentrum für Seltene Genetische Krebserkrankungen
- Zentrum für Seltene Leber-, Pankreas- und Darmerkrankungen
- Zentrum für Seltene Entwicklungsstörungen
- Zentrum für Seltene Erkrankungen Erlangen
- Zentrum für Seltene Immunologische Erkrankungen
- Zentrum für Seltene Neuromuskuläre Erkrankungen
- Zentrum für Seltene Nierenerkrankungen
- Zentrum für Seltene Urogenitale Erkrankungen und Fehlbildungen
- Zentrum für Tuberöse Sklerose und Seltene Epilepsien
- Zentrum für Zystische Fibrose und Seltene Lungenerkrankungen

### Zentrale Einrichtungen
- Apotheke
- Center for Clinical Studies
- Comprehensive Cancer Center Erlangen-EMN
- Deutsches Zentrum Immuntherapie
- Medizinisches Zentrum für Informations- und Kommunikationstechnik
- Zentrallabor

### Angeschlossene Berufsfachschulen
Das Uni-Klinikum Erlangen ist einer der größten Arbeitgeber in der Region. Seit März 2016 bilden die sieben staatlichen Berufsfachschulen das Staatliche Berufliche Schulzentrum für Gesundheitsberufe Erlangen am Universitätsklinikum Erlangen. Leiterin des Schulzentrums ist Susanne Krapp.

#### Staatliches Berufliches Schulzentrum für Gesundheitsberufe Erlangen am Universitätsklinikum Erlangen (BSZG)
- Berufsfachschule für Masseure und medizinische Bademeister
- Berufsfachschule für Pflege
- Berufsfachschule für Physiotherapie
- Berufsfachschule für Medizinische Technologie

#### Weitere Berufsfachschulen
- Berufsfachschule für Anästhesietechnische Assistentinnen und Assistenten sowie Operationstechnische Assistentinnen und Assistenten
- Staatlich anerkannte private Berufsfachschule für Orthoptik

## Sonstiges
Im Erlanger Schlaganfallregister wird seit 1994 jeder zum Ereigniszeitpunkt in Erlangen wohnhafte und in Erlangen in eine Klinik eingelieferte Patient mit einem Schlaganfall oder einer vorübergehenden Durchblutungsstörung des Gehirns erfasst und über einen maximal möglichen Zeitraum dokumentiert, um statistische und epidemiologische Zusammenhänge des Schlaganfalls repräsentativ für Deutschland auswerten zu können.
Durch die Forschungsstiftung Medizin, die im Dezember 2007 gegründet wurde, werden Wissenschaft und Forschung sowie Aus- und Weiterbildung am Universitätsklinikum gefördert. Unter anderem wird seit dem Sommersemester 2007 eine kostenlose Bürgervortragsreihe mit in jedem Semester wechselnden Themenschwerpunkt für medizinisch interessierte Laien veranstaltet.
Das deutsche Referenzzentrum für Epilepsiechirurgie ist im Neuropathologischen Institut angesiedelt, das zudem federführend im EEBB (European Epilepsy Brain Bank) mitwirkt, einem europäischen Konsortium von 36 Zentren aus 12 Ländern zur pathologischen Auswertung der bei der Epilepsiechirurgie gewonnenen Proben.